# Partido Liberal Radical Auténtico
Die Partido Liberal Radical Auténtico (PLRA, dt. Authentische Radikal-Liberale Partei) ist eine liberale Partei in Paraguay.
Gegründet als Demokratisches Zentrum am 10. Juli 1887 in Villarrica, wurde es später von Domingo Laíno im Jahr 1978 im Geheimen als Opposition zur Diktatur von Alfredo Stroessner neu gegründet. Es geht auf die alte Liberale Partei von 1887 zurück. Sie ist neben der Partido Colorado eine der beiden großen Parteien Paraguays und war Mitglied im Parteienbündnis Alianza Patriótica para el Cambio. Sie ist Mitglied der Liberalen Internationale. Ihr Vorsitzender ist Efraín Alegre (Stand Januar 2023).
Ursprünglich war die Partei eine liberale Mitte-Links-Partei, unter Federico Franco wurde die Partei weiter nach rechts. Heute gilt die Partei als weitgehend ideologiefrei und definiert sich vor allem über ihre Opposition gegen die dominierende Colorado-Partei.
Letzter Staatspräsident aus den Reihen des Partido Liberal Radical Auténtico war Federico Franco, nachdem Fernando Lugo 2012 als Präsident vom Kongress abgesetzt wurde, sodass der Vizepräsident Franco das Amt übernahm. Seine Amtszeit endete im August 2013.